# Willem van den Kerckhoven sr.

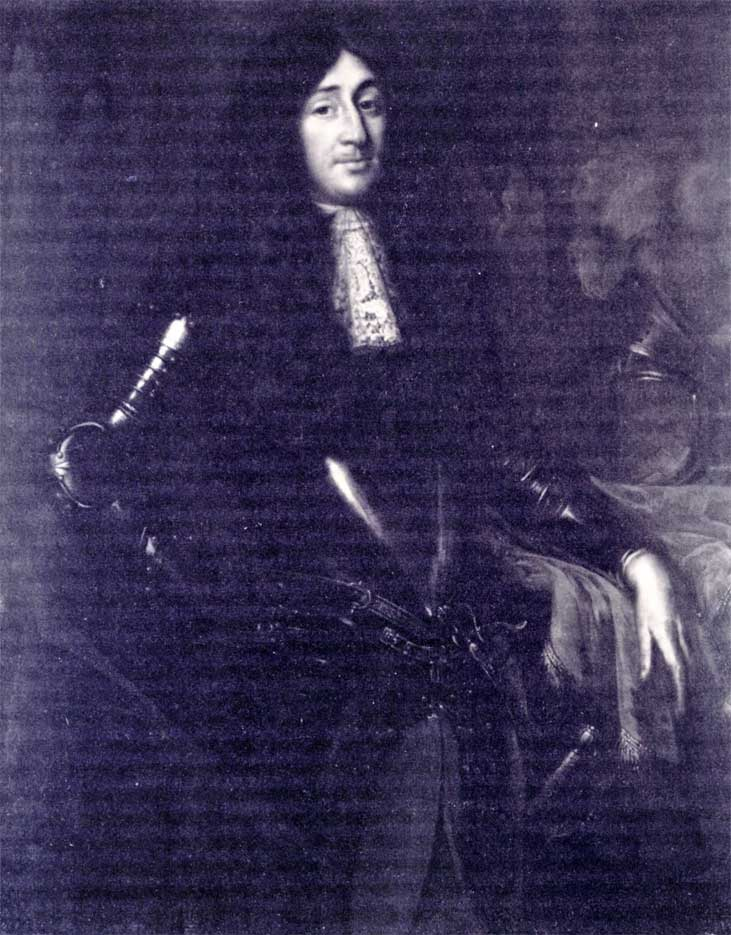
Mr. Willem van den Kerkckhoven (1644-1717)

Willem van den Kerckhoven (Gouda,  19 november 1644 – Gouda, begraven 15 november 1717) was kapitein in het leger en regent te Gouda.
Willem van den Kerckhoven, zoon van Willem van den Kerckhoven (raadsheer bij het Hof van Holland) en Reijmerick de Jonge, koos aanvankelijk voor een militaire loopbaan. Na zijn huwelijk in 1676 met Emilia van der Graef, een dochter van de Goudse burgemeester Nicolaes van der Graef en Emilia de Lange, schakelde hij over naar een bestuurlijke carrière. Hij  was lid van de Goudse vroedschap in de periode 1685-1711 en vervulde diverse bestuurlijke functies in deze stad.

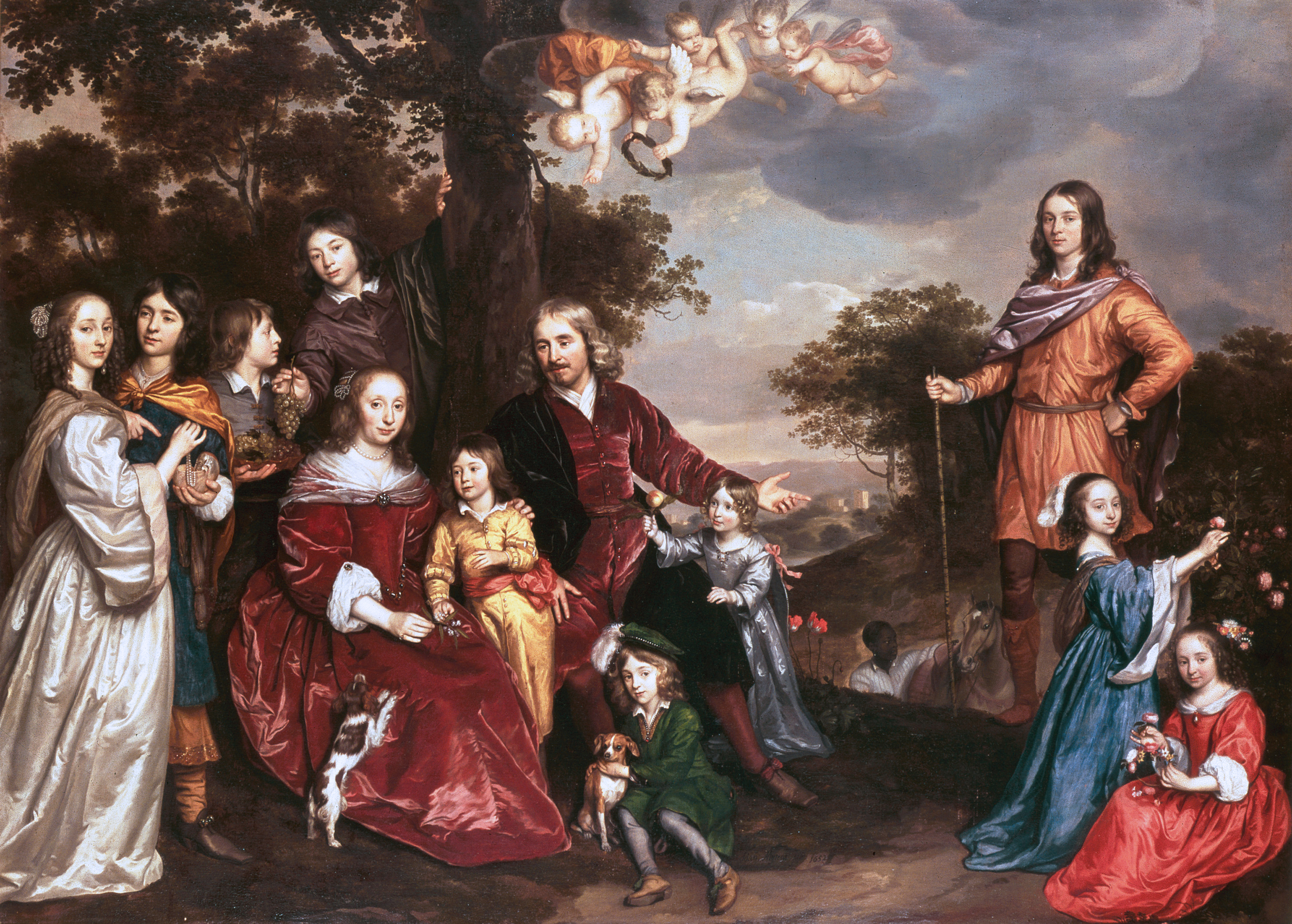
Het ouderlijk gezin: Willem van den Kerckhoven (1607-1686) en Reijmerick de Jonge (1609-1679) met hun kinderen, waaronder Willem in het geel gekleed tussen vader en moeder in (ca. 1652)

Van der Kerckhoven kwam al snel in conflict met de heersende kliek van regenten rond Bruno van der Dussen, die hij beschuldigde van vriendjespolitiek. Ook als militair had hij door zijn licht ontvlambare karakter problemen gehad, waardoor hij zich voor de krijgsraad moest verantwoorden. In Gouda stak hij zijn mening over Van der Dussen en de zijnen niet onder stoelen of banken. Jongens die bij God het quijl nog bij de bek hangt werden, volgens hem, ter dagvaert gezonden. Daarbij zinspeelde hij op de baantjes die door Van der Dussen vergeven werden aan zijn jonge neefjes.
Van der Dussen, die niet gediend was van deze kritiek, probeerde Van den Kerckhoven aan alle kanten te dwarsbomen. Van der Dussen spande daarbij zelfs de vrouw en schoonmoeder van Willem van den Kerckhoven voor zijn karretje en liet hen verklaren zich bedreigd te voelen door hun man en schoonzoon tijdens zijn aanvallen van razernij. Ook het rondzwaaien met een - weliswaar ongeladen - pistool op het stadhuis werd tegen hem gebruikt. In 1694 liet Van der Dussen hem arresteren en opsluiten in het "beterhuis Keulen" te Delft. Na een mislukte uitbraakpoging uit dit "gekmaakhuis", zoals Van den Kerckhoven zijn gevangenis bestempelde werd hij uiteindelijk in 1698 vrijgesproken door het Hof. De poging van Van der Dussen om hem levenslang op te sluiten was daarmee mislukt. Van der Kerckhoven behield zijn zetel in de vroedschap van Gouda, maar kreeg daar toch geen voet meer aan de grond.
In 1712 werd hij door zijn zoon Willem opgevolgd in de vroedschap. Deze zoon zou aanmerkelijk succesvoller in het stadsbestuur worden dan zijn vader.